# Clifton Hill (Film)
Clifton Hill (auch Disappearance at Clifton Hill) ist ein Mystery-Thriller von Albert Shin, der im September 2019 im Rahmen des Toronto International Film Festivals seine Premiere feierte.

## Handlung
In der Nebensaison in Clifton Hill in der Nähe der Niagara-Fälle. Nach dem Tod ihrer Mutter Abby kehrt eine junge Frau nach Hause zurück. Sie erinnert sich wieder an eine Entführung, die sie als Kind miterlebt haben soll. Zumindest hatte ihre Mutter dies damals behauptet.

## Produktion
Regie bei dem Mystery-Drama führte Albert Shin, der gemeinsam mit James Schultz auch das Drehbuch schrieb.
In den Hauptrollen sind David Cronenberg, Hannah Gross und Tuppence Middleton zu sehen, wobei Letztere die selbstzerstörerische Mutter und pathologische Lügnerin Abby spielt. Gross spielt Laure.
Die Dreharbeiten wurden im Dezember 2018 an den Niagara-Fällen beendet. Als Kamerafrau fungierte Catherine Lutes.
Die Filmmusik komponieren Alex Sowinski und Leland Whitty von der kanadischen Gruppe BadBadNotGood.
Der Film wurde am 5. September 2019 im Rahmen des Toronto International Film Festivals erstmals gezeigt. Im Januar 2020 wurde er im Rahmen der Fantasy Filmfest White Nights gezeigt und im März 2021 beim Luxembourg City Film Festival vorgestellt.

## Auszeichnungen
Canadian Screen Awards 2020
- Nominierung für die Beste Kamera (Catherine Lutes)
- Nominierung für den Besten Filmschnitt (Cam McLauchlin)
- Nominierung als Bester Nebendarsteller (Andy McQueen)
- Nominierung für den Besten Tonschnitt[8]

Toronto International Film Festival 2019
- Nominierung als Bester kanadischer Spielfilm (Albert Shin)